# 막 (물질)

크기에 따른 막 배제의 모식도

막(膜, 영어: membrane)은 선택적 장벽이다. 어떤 물질은 막을 통과하도록 허용하지만 다른 물질은 통과시키지 않는다. 막을 통과하는 어떤 물질은 분자, 이온 또는 기타 작은 입자일 수 있다. 막은 일반적으로 합성막과 생체막으로 분류할 수 있다. 생체막에는 세포막(특정 성분의 통과를 허용하는 세포 또는 세포소기관의 외부 경계), 핵막(세포핵을 둘러싸는 막), 조직막(예: 점막 및 장막)이 포함된다. 합성막은 실험실 및 산업(예: 화학 공장)에서 사용하기 위해 인위적으로 만들어진다.

## 같이 보기
- 생체막
- 합성막
- 세포막
- 콜로디온 백

## 참고 문헌
- Metcalf and Eddy. Wastewater Engineering, Treatment and Reuse. McGraw-Hill Book Company, New York. Fourth Edition, 2004.
- Paula van den Brink, Frank Vergeldt, Henk Van As, Arie Zwijnenburg, Hardy Temmink, Mark C.M.van Loosdrecht. "Potential of mechanical cleaning of membranes from a membrane bioreactor". Journal of membrane science. 429, 2013. 259-267.
- Simon Judd. The Membrane Bioreactor Book:  Principles and Applications of Membrane Bioreactors for Water and Wastewater Treatment. Elsevier, 2010.